# Ivana Ranilović-Vrdoljak
Ivana Ranilović-Vrdoljak, känd under artistnamnet Vanna, född 1 september 1970 i Koprivnica, är en kroatisk popsångare och låtskrivare.
Vanna debuterade som artist då hon vann förstapriset på Zagreb Festival 1990. Hon turnerade därefter som bakgrundssångerska i rockgruppen BOA. Hon fick dock sitt genombrott som sångerska och låtskrivare i eurodance-gruppen Electro Team (1992-1997). Hon lämnade gruppen 1997 för att ägna sig åt en solokarriär och gav ut sitt debutalbum I to sam ja samma år. Hon har vunnit musikfestivalen Zadarfest tre gånger i rad: 1999, 2000 och 2001. Hon deltog i den kroatiska uttagningen, Dora, till Eurovision Song Contest 2000. Hon kom på andraplats med bidraget Kao rijeka. Hon återkom till tävlingen året därpå och vann med bidraget Strune ljubavi. I Eurovision Song Contest framförde hon låten på engelska med titeln Strings of My Heart och kom på tiondeplats med 42 poäng.

## Diskografi

### Med Electro Team
- Electro Team (1992)
- Second to None (1994)
- Anno Domini 1996 (1996)

### Soloalbum
- I to sam ja (1997)
- Ispod istog neba (1998)
- 24 sata (2000)
- U Lisinskom (2001)
- Hrabra kao prije (2003)
- Ledeno doba (2007)
- Sjaj (2010)